# Ли Вэлли (велопарк)
Велопарк Ли Вэлли (англ. Lee Valley VeloPark) — велосипедный центр в Лондоне. Состоит из велотрека и трассы для BMX. Место проведения соревнований по трековым велогонкам и гонкам BMX в рамках летних Олимпийских игр 2012 года. Также принимал соревнования Паралимпийских игр 2012 года. Центр построен в 2009—2011 годах. Стоимость строительства составила 105 млн фунтов стерлингов.
Велотрек имеет стандартную длину 250 метров. На сооружение полотна ушло 53 км сибирского кедра, было забито 350 000 гвоздей. Сооружение получило целый ряд наград за архитектурные решения, дизайн и инновации.
После Олимпийских игр велопарк продолжает использоваться в качестве одного из самых современных спортивных сооружений мира. В июне 2015 года сэр Брэдли Уиггинс установил здесь новый мировой рекорд в часовой гонке на треке. Здесь прошёл чемпионат мира по трековым велогонкам 2016, который также был одним из квалификационных турниров Олимпийских игр 2016 года в Рио-де-Жанейро.